# Chińskie pieniądze papierowe

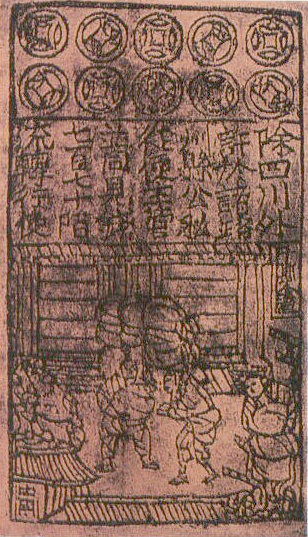
Odbitka pieniądza jiaozi

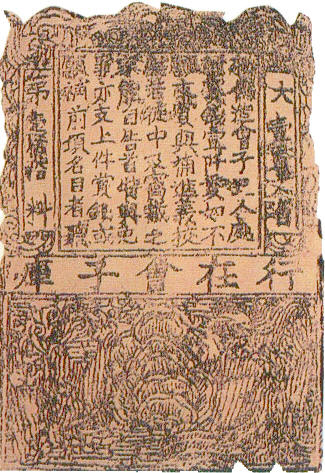
Odbitka pieniądza huizi

Płyta drukarska oraz odbitka pieniądza bao chao Kubilaja z 1287 roku

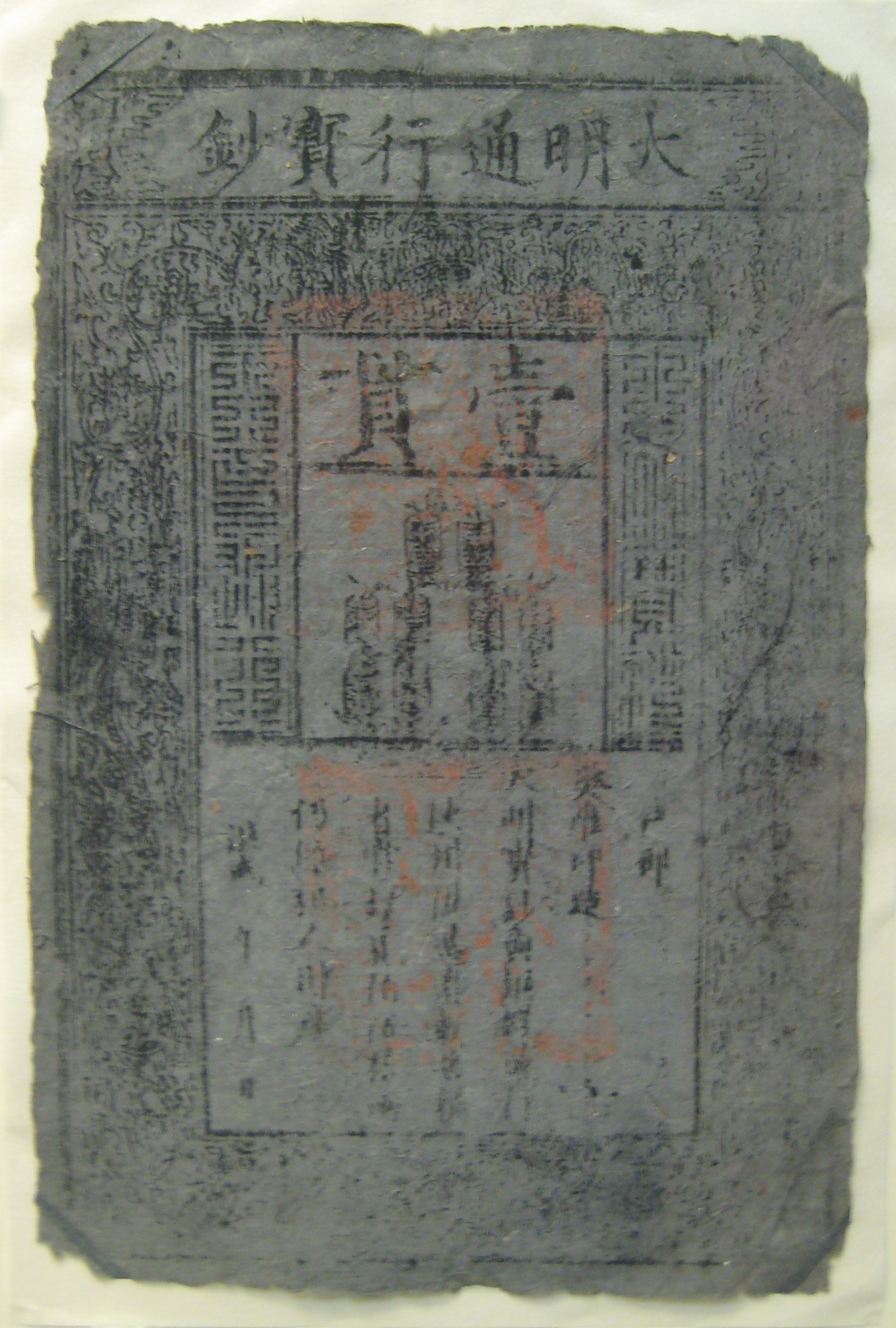
Pieniądz papierowy o nominale 1000 miedziaków wen (jednej wiązki), pochodzący z 1375 roku, o wymiarach 22,2 na 34,1 cm; należący do British Museum

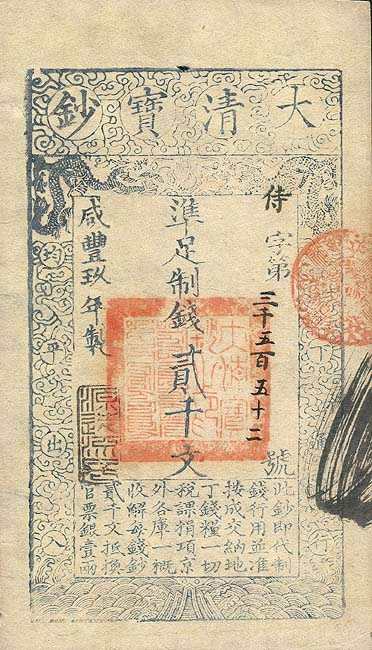
1859

Chińskie pieniądze papierowe są najstarszym na świecie pieniądzem wykonanym z papieru; pojawiły się w Chinach najprawdopodobniej w VII wieku. Kroniki chińskie podają, że Chińczycy wynaleźli papier ok. 105 roku, ale mimo jego rozpowszechnienia przez długi czas w roli środka płatniczego występowały wyłącznie różnokształtne monety, wykonane z miedzi, jej stopów lub żelaza, znacznie rzadziej ze srebra i złota. Do powstania pierwszych pieniędzy papierowych niezbędne było udoskonalenie technologii produkcji papieru oraz rozwój kaligrafii (pisano tuszem za pomocą pędzelka sporządzanego z bambusowego kijka i włosia z sierści wielbłądziej). Pieniądze papierowe przez stulecia powstawały wyłącznie w Chinach; pierwszym znanym przykładem użycia pieniądza papierowego w Europie były monety tekturowe, sporządzone z okładek ksiąg parafialnych, tłoczone podczas oblężenia Lejdy przez wojska hiszpańskie w 1574 roku.
Niektóre z typów chińskiego pieniądza papierowego nie zostały zachowane w oryginale, a wiedza o ich przeznaczeniu i wyglądzie jest fragmentaryczna. Świadectwem ich istnienia są niekiedy metalowe płyty drukarskie, służące do drukowania pieniędzy i wzmianki w źródłach chińskich.
Wartość nominalną chińskich pieniędzy papierowych podawano w miedziakach wen (文) lub ich wielokrotności czyli wiązkach (zwanych najpierw: 貫 guan, później: 交 jiao; 1 wiązka = 1000 miedziaków 文 wen). Ich wartość realna była często o kilka procent niższa (a w niektórych okresach nawet kilkadziesiąt % niższa) od nominalnej.

## Pieniądze lekkie w czasach dynastii Han
Pierwowzorem chińskich pieniędzy papierowych były pieniądze lekkie, wykonane z pergaminu, wyrabianego z białych skórek jelenich, dekorowanych haftem i malunkami. Istniały już w czasach cesarza Wudi (zm. 87 p.n.e.) z dynastii Han. Ok. 120 roku p.n.e. cesarz pobierał od książąt i markizów 40 000 miedziaków opłaty w postaci depozytu za każdą skórkę jelenią o powierzchni jednej chińskiej stopy kwadratowej. Zachowane przekazy pisane nie precyzują czy były one biletami skarbowymi, kwitami depozytowymi czy instrumentami służącymi do nakładania dodatkowych podatków. Pieniądze lekkie nie znajdowały się w powszechnym obiegu, a do naszych czasów nie przetrwały żadne ich egzemplarze.

## Pieniądze latające (feiqian) w czasach dynastii Tang
Najprawdopodobniej w VII wieku, w czasach dynastii Tang (608-907), po raz pierwszy w historii, papierowym środkiem płatniczym stały się 飛錢 feiqian czyli pieniądze latające, będące certyfikatami kupieckimi. Drukowane były na żółtym papierze, przy użyciu czarnego tuszu i czerwonych pieczęci urzędowych, będących gwarancją ich autentyczności. Kupcy, oficerowie armii oraz przedstawiciele rządu mogli zdeponować monety w skarbcu w jednym mieście (z reguły stolicy danej prowincji) i otrzymać w zamian zaświadczenie, dające im prawo do otrzymania określonej sumy monet w stolicy innej prowincji. Nie musieli więc przewozić dużej ilości ciężkich monet do odległych miejsc, bo monety czekały już tam na nich (tak jakby same tam "przyleciały"; stąd pochodzi nazwa "pieniądze latające"). Pieniądze latające nie znajdowały się w powszechnym obiegu, jednakże kupcy mogli realizować płatności za ich pomocą, wręczając zaświadczenie kontrahentowi, który mógł zamienić je na monety lub przekazać dalej. Amerykański numizmatyk Andrew McFarland Davis posiadał dwa różne egzemplarze pieniędzy latających, pochodzące z połowy IX wieku, kiedy cesarzem był Wuzong (zm. 846): jeden o nominale 1 guan, a drugi 9 guan, o rozmiarze ok. 9 na 6 cali.

## Pieniądze papierowe w czasach dynastii Song
Pieniądz papierowy, wykonany z kory morwy, został oficjalnie zaakceptowany jako powszechny środek wymiany (obok monet) w czasach północnej dynastii Song (960-1127). Oryginalne pieniądze papierowe z tego okresu nie są znane, zachowały się jednak nieliczne metalowe płyty, służące do ich produkcji, z których współcześnie wykonano papierowe odbitki. W połowie XIII wieku, przez krótki czas, pieniądz wykonywany był z drukowanego jedwabiu.

### Pieniądze papierowe (jiaozi)
W Syczuanie pojawiły się pieniądze w formie weksli własnych nazywane jiaozi (交子; Wade-Giles: chiao-tsu). Za panowania Zhenzonga (zm. 1022) rząd dał wyłączność szesnastu zamożnym kupcom z Chengdu na wydawanie pieniędzy papierowych, wymienialnych na monety. Drukowane były w kolorze czarnym i czerwonym za pomocą płytek miedzianych i przedstawiały sceny z życia wsi. Nominały (zwykle nominałem była jedna wiązka o wartości tysiąca miedziaków wen) były nanoszone pędzelkiem umoczonym w czarnym tuszu. Niektórzy kupcy emitowali nadmierną liczbę pieniędzy papierowych i nie byli w stanie ich wykupić, toteż w 1023 roku prywatne emisje zostały zakazane i powstała oficjalna agencja rządowa, mająca wyłączne prawo do emisji pieniądza papierowego i przejmująca wszelkie korzyści z tego tytułu.

### Pieniądze papierowe (huizi)
W chińskich prowincjach innych niż Syczuan agencja rządowa emitowała od 1023 roku huizi (會子; Wade-Giles: hue-tsu) o różnych nominałach (200, 300 i 500 miedziaków wen oraz 1, 2 i 3 wiązek).

## Pieniądze papierowe (bao chao) w czasach dynastii Yuan
Chan Kubilaj, założyciel dynastii Yuan (zm. 1294), spopularyzował kredytowy pieniądz papierowy (寶鈔; bao chao), zbliżony charakterem do europejskich skryptów dłużnych lub obligacji, z którym zetknął się Marco Polo podczas podróży po Chinach.

## Pieniądze papierowe w czasach dynastii Ming
Jednymi z najstarszych zachowanych w oryginale pieniędzy papierowych są pieniądze o nominale 1000 miedziaków wen (jednej wiązki) cesarza Hongwu (panującego w latach 1368-1398), założyciela dynastii Ming. Wielka inflacja i brak kruszcu, potrzebnego do wykupu pieniędzy papierowych, emitowanych na rozkaz kolejnych cesarzy w olbrzymich ilościach bez odpowiedniego pokrycia, spowodowały, że stały się one w praktyce bezwartościowe, a społeczeństwo przyjmowało je z wielką nieufnością.

## Pieniądze papierowe w czasach dynastii Qing
W czasach dynastii Qing (1644-1912) przez długi czas nie emitowano pieniądza papierowego, w obiegu pozostały wyłącznie monety, a w XVIII wieku pieniądzem zastępczym były pieniądze z drewna bambusa - płytki o długości od 2,5 do 15 cm, pokryte wypalonymi chińskimi napisami, oznaczającymi ich nominał.
Kolejna emisja pieniądza papierowego w Chinach przeprowadzona została dopiero w 1853 roku przez cesarza Xianfenga, który potrzebował pieniędzy na walkę z rebelią tajpingów.